# Unité des Communes valdôtaines Mont-Émilius
Die Unité des Communes valdôtaines Mont-Émilius ist eine Vereinigung von insgesamt 10 Gemeinden in der italienischen Region Aostatal. Sie wurde von den in der Regel recht kleinen Gemeinden, die zumindest teilweise in Bergregionen liegen, gebildet, um die wirtschaftliche Entwicklung der Region zu stärken und die Abwanderung der Bevölkerung aufzuhalten. Weitere Aufgaben sind die Stärkung des Tourismus, des Naturschutzes und die Erhaltung der ländlichen Kultur.
Das Gebiet der Unité des Communes valdôtaines Mont-Émilius umfasst ein Gebiet von 34.440 Hektar und zählt insgesamt etwa 21.700 Einwohner.
Die Comunità umfasst folgende Gemeinden:
- Brissogne
- Charvensod
- Fénis
- Gressan
- Jovençan
- Nus
- Pollein
- Quart
- Saint-Christophe
- Saint-Marcel